# Pisidium idahoense
Pisidium idahoense är en musselart som beskrevs av E. W. Roper 1890. Pisidium idahoense ingår i släktet Pisidium och familjen ärtmusslor. IUCN kategoriserar arten globalt som livskraftig. Inga underarter finns listade i Catalogue of Life.